# Gibson (Arkansas)
Pour les articles homonymes, voir Gibson.
Gibson est une census-designated place du comté de Pulaski, dans l’État américain de l'Arkansas.